# Треццо-Тінелла
Треццо-Тінелла (італ. Trezzo Tinella, п'єм. Trés) — муніципалітет в Італії, у регіоні П'ємонт,  провінція Кунео.
Треццо-Тінелла розташоване на відстані близько 480 км на північний захід від Рима, 55 км на південний схід від Турина, 55 км на північний схід від Кунео.
Населення — 341 особа (2014).

## Демографія
Населення за роками:

Станом на 1 січня 2023 року в муніципалітеті офіційно проживало 20 іноземців з 8 країн, серед них 18 громадян країн Євросоюзу.

## Сусідні муніципалітети
- Альба
- Боргомале
- Кастіно
- Манго
- Невільє
- Треїзо